# جين فنسنت
جين فنسنت (بالإنجليزية: Gene Vincent )‏ (و. 1935 – 1971 م) هو عازف قيثارة، ومغني، ومغن ومؤلف، وموزع (موسيقى)، من الولايات المتحدة، ولد في نورفولك، فيرجينيا، توفي عن عمر يناهز 36 عاماً، بسبب قرحة.

## الخدمة العسكرية
خدم في بحرية الولايات المتحدة.

## وصلات خارجية
- جين فنسنت في قاعدة بيانات الأفلام على الإنترنت
- جين فنسنت على موقع IMDb (الإنجليزية)
- جين فنسنت على موقع الموسوعة البريطانية (الإنجليزية)
- جين فنسنت على موقع روتن توميتوز (الإنجليزية)
- جين فنسنت على موقع ألو سيني (الفرنسية)
- جين فنسنت على موقع ميوزك برينز (الإنجليزية)
- جين فنسنت على موقع أول موفي (الإنجليزية)
- جين فنسنت على موقع قاعدة بيانات برودواي على الإنترنت (الإنجليزية)
- جين فنسنت على موقع قاعدة بيانات الأفلام السويدية (السويدية)
- جين فنسنت على موقع إن إن دي بي (الإنجليزية)
- جين فنسنت على موقع أول ميوزيك (الإنجليزية)